# Akshardham

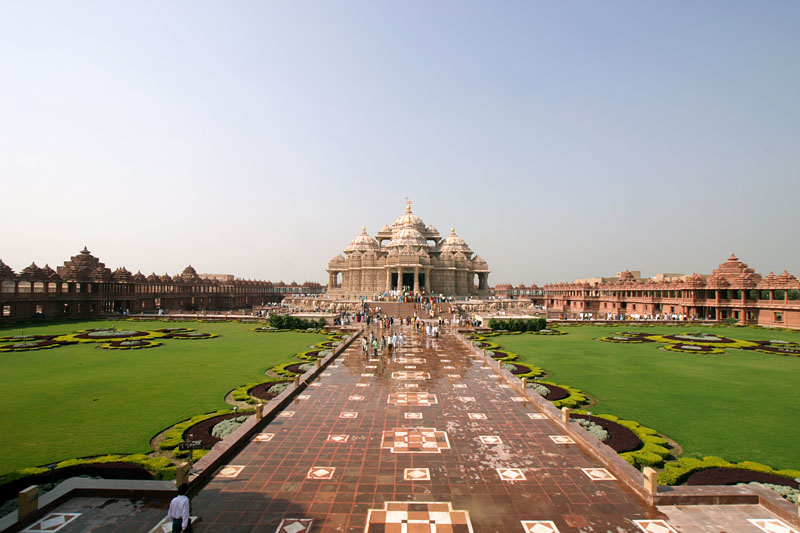
Akshardham

Akshardham (Gujarati: દિલ્હી અક્ષરધામ ; Devanagari: दिल्ली आक्षरधाम ) is een Hindoeïstisch tempelcomplex in de Indiase stad Delhi. Het werd geopend op 6 november 2005.